# Ateísmo judío
El ateísmo judío se refiere a las personas que siendo étnica y culturalmente judías, han adoptado creencias ateas sin abandonar su identidad judía ni desvincularse del pueblo judío.Contrariamente a la creencia popular, el término «ateísmo judío» no implica una contradicción en tanto la identidad judía no sólo abarca componentes religiosos, sino también étnicos y culturales. El énfasis de la ley judía en la descendencia a través de la madre significa que incluso autoridades judías ortodoxas religiosamente conservadoras aceptarían a un ateo nacido de madre judía como plenamente judío.
Por otro lado, el secularismo judío, describe a los judíos que no rechazan explícitamente la existencia de Dios pero tampoco creen que sea una parte importante de su identidad judía, tiene una larga tradición en Estados Unidos.Un estudio de 2013 realizado por el Pew Research Center reveló que el 62% de los judíos estadounidenses que se autodenominan judíos dicen que ser judío es principalmente una cuestión de ascendencia y cultura, mientras que tan solo el 15% afirmó que es principalmente una cuestión de religión. Incluso entre los judíos por religión, el 55% dice que ser judío es principalmente una cuestión de ascendencia y cultura, mientras que el 66% dice que no es necesario creer en Dios para ser judío.

## Concepto
El concepto no es contradictorio, pues las autoridades rabínicas definen como «judío» a todo aquel que sea hijo de una mujer judía, o bien se haya convertido formalmente al judaísmo, y no se haya convertido a otra religión, aunque no sea practicante e incluso si se declara ateo. Maimonides basaba esa pertenencia en el cumplimiento obligatorio de trece principios, que definían la identidad judía en torno a ellos. Muchos pensadores modernos, en particular teólogos liberales, afirman que la Ley judía primitiva no atribuía una importancia tan preponderante a la teología y que enfatizaba más los actos y la conducta. Dado que los principios de dicha cultura no fueron formulados y establecidos hasta la Edad Media, habría corrompido al judaísmo auténtico.
El ateísmo judío contemporáneo se nutre del humanismo ilustrado de la Haskalá, un movimiento judío no teísta que se desarrolló a finales del siglo XVIII y durante el siglo XIX.

## Organizaciones ateas judías
Hay una larga tradición de organizaciones judías ateas y laicas, desde la Unión General de Trabajadores Judíos de Lituania, Polonia y Rusia a principios del siglo XX hasta la reciente Sociedad para el Judaísmo Humanista en los Estados Unidos y en Canadá.
Muchos ateos judíos se sienten integrados en algunas ramas del judaísmo, como los judíos reformados, los judíos conservadores y reconstruccionistas. Resulta menos contradictorio de lo que parece, dado el énfasis del judaísmo en la práctica más que en la creencia, lo que incluye guías que sugieren que la creencia en algún dios no es un prerrequisito necesario para la observancia de las leyes judías.
En cualquier caso, aunque estas ramas del judaísmo cuentan con ateos y agnósticos entre sus miembros, la presencia de congregaciones enteras que exponen su ateísmo resulta problemática en la práctica fuera de la Sociedad para el Judaísmo Humanista. El movimiento reformista, por ejemplo, rechaza que se afilien sinagogas que hayan eliminado toda referencia a Dios en su liturgia.

## Ateos judíos
[...] las mujeres son Dios. ¿Dios es una mujer? No digo eso; bueno, hay mujeres. No sabemos si hay Dios, pero hay mujeres.
Woody Allen en Desmontando a Harry (1997)

Según la Comunidad Beth Israel, en 2005 el 92% de sus miembros se declaraba tradicionalista; el 4%, poco practicante y el 4%, no practicante o ateo. En 1991, en la colectividad de judíos de origen alemán de Argentina, el 90% se identificaba como asquenazí; el 5%, como sefardí; el 4%, como ateo y el 1%, como integrante de otras confesiones.

## Ejemplos notables
Históricamente, muchos judíos famosos han rechazado la creencia en deidades. Algunos han negado la existencia de una deidad tradicional sin dejar de utilizar un lenguaje religioso. Karl Marx nació en el seno de una familia étnicamente judía pero fue criado como luterano, y se encuentra entre los pensadores ateos más notables e influyentes de la historia moderna, desarrollando el materialismo dialéctico e histórico que se convirtió en la base de su crítica del capitalismo y sus teorías del socialismo científico. Marx ejerció una gran influencia entre otros destacados intelectuales judíos, como Moses Hess. En uno de sus comentarios más citados sobre la religión afirmó que: «La religión es el suspiro de la criatura oprimida, el sentimiento de un mundo sin corazón, así como el espíritu de una situación sin alma. Es el opio del pueblo».
Otros judíos famosos han aceptado de todo corazón el ateísmo, rechazando por completo la religiosidad. Sigmund Freud escribió El porvenir de una ilusión, en el que rechazaba las creencias religiosas y describía sus orígenes y perspectivas. Al mismo tiempo, sin embargo, instó a un colega judío a criar a su hijo dentro de la religión judía, argumentando que «si no dejas que tu hijo crezca como judío, le privarás de esas fuentes de energía que no pueden ser sustituidas por ninguna otra cosa». La anarquista Emma Goldman nació en una familia judía ortodoxa y rechazó la creencia en Dios, mientras que la primera ministra israelí Golda Meir, cuando le preguntaron si creía en Dios, respondió: «Creo en el pueblo judío, y el pueblo judío cree en Dios». En el mundo del espectáculo, Woody Allen ha hecho carrera de la tensión entre su judaísmo y la duda religiosa («No sólo no hay Dios, sino que intenta conseguir un fontanero un fin de semana»). David Silverman, presidente de American Atheists de 2010 a 2018, juró después de su bar mitzvá que nunca más mentiría sobre no ser ateo. El escritor judío estadounidense Philip Roth era un ateo declarado y se describía a sí mismo como antirreligioso.